# George Reid
George Houston Reid (25. února 1845, Johnstone – 12. září 1918, Londýn) byl australský a britský politik. V letech 1904 až 1905 byl čtvrtým premiérem Austrálie. Zastával úřad jako vůdce Strany volného obchodu (vedl ji v letech 1901–1906). V letech 1894 až 1899 sloužil jako 12. premiér Nového Jižního Walesu, v letech 1910 až 1916 byl vysokým komisařem Austrálie ve Spojeném království (de facto australským velvyslancem v Británii).

## Život
Narodil se ve Skotsku. V roce 1852, v jeho sedmi letech, jeho rodina emigrovala do Austrálie. Usadila se v Melbourne, ale v jeho třinácti letech se přestěhovala do Sydney. Vzdělání nedokončil a roku 1864 začal pracovat jako úředník. Vstoupil do státních služeb Nového Jižního Walesu a postupně se vypracoval až na tajemníka provinciálního ministerstva spravedlnosti. Publikoval několik děl na obranu liberalismu a volného trhu. V roce 1876 začal studovat práva a v roce 1879 byl přijat do advokátní komory. Roku 1880 rezignoval na státní službu, aby mohl kandidovat do parlamentu. Poté byl jako nezávislý zvolen do zákonodárného shromáždění Nového Jižního Walesu.
V letech 1883 až 1884 byl ministrem veřejného vyučování v provinciální vládě Alexandra Stuarta. Prosadil v této funkci zákon o technickém vzdělávání a večerních univerzitách. V roce 1887 vstoupil do Strany volného obchodu Henryho Parkese, ale odmítl sloužit v Parkesových vládách kvůli osobnímu nepřátelství. Když Parkes v roce 1891 rezignoval na post předsedy strany, byl na jeho místo zvolen Reid. Premiérem Nového Jižního Walesu se stal po volbách v roce 1894 a v úřadu setrval něco málo přes pět let. Navzdory tomu, že nikdy neměl většinovou vládu, byl schopen prosadit řadu reforem týkajících se státní správy a veřejných financí. Byl zastáncem Australské federace a hrál roli při konstruování australské ústavy. Byl znám jako silný obránce zájmů své kolonie. Po vzniku federace v roce 1901 byl zvolen do nového federálního parlamentu.
Stal se prvním vůdcem australské opozice, neboť prvních několik let vládla Protekcionistická strana s podporou Australské strany práce. Protekcionistická menšinová vláda Alfreda Deakina se zhroutila v dubnu 1904 a byla nakrátko nahrazena menšinovým labouristickým kabinetem Chrise Watsona. Ten po čtyřech měsících rezignoval, v důsledku čehož se Reid stal v srpnu 1904 premiérem. Taktéž vedl menšinovou vládu, do svého kabinetu ale přibral čtyři protekcionisty. Přesto byla jeho vláda v červenci 1905 svržena. Jejím nejvýznamnějším úspěchem bylo přijetí přelomového zákona Commonwealth Conciliation and Arbitration Act z roku 1904, který se zabýval pracovněprávními vztahy.
Ve volbách v roce 1906 získal Reid nejvíce hlasů v australské Sněmovně reprezentantů, ale chyběla mu většina a nedokázal sestavit vládu. Roku 1906 založil novou Antisocialistickou stranu, kterou dva roky vedl. V roce 1908 rezignoval na post jejího předsedy poté, co se postavil proti vytvoření sloučení s Protekcionistickou stranou. Roku 1909 byl uveden do šlechtického stavu. V roce 1910 byl jmenován prvním australským vysokým komisařem ve Velké Británii a v této funkci zůstal až do roku 1916. V Británii vstoupil do Konzervativní strany a roku 1916 za ni byl zvolen do Dolní sněmovny, kde působil až do své náhlé smrti o dva roky později.